# Aega novizealandiae
Aega novizealandiae är en kräftdjursart som beskrevs av James Dwight Dana 1853. Aega novizealandiae ingår i släktet Aega och familjen Aegidae. Inga underarter finns listade i Catalogue of Life.